# دندوشان
دندوشان قرية سوريّة تتبع إداريّاً لمحافظة حلب منطقة عين العرب ناحية صرين، بلغ تعداد سكانها 1,101 نسمة حسب التعداد السكاني لعام 2004.